# Horta Sud
Horta Sud (Tiếng Tây Ban Nha: Huerta Sur) là một ’’comarca’’ trong tỉnh Valencia, Cộng đồng Valencian, Tây Ban Nha.

## Các đô thị bên trong
- Albal
- Alcàsser
- Alfafar
- Benetússer
- Beniparrell
- Catarroja
- Lugar Nuevo de la Corona
- Massanassa
- Paiporta
- Picassent
- Sedaví
- Silla